# CYP3A4
CYP3A4 (англ. Cytochrome P450 family 3 subfamily A member 4) – білок, який кодується однойменним геном, розташованим у людей на короткому плечі 7-ї хромосоми. Довжина поліпептидного ланцюга білка становить 503 амінокислот, а молекулярна маса — 57 343.
| 10         |  | 20         |  | 30         |  | 40         |  | 50         |
| ---------- |  | ---------- |  | ---------- |  | ---------- |  | ---------- |
| MALIPDLAME |  | TWLLLAVSLV |  | LLYLYGTHSH |  | GLFKKLGIPG |  | PTPLPFLGNI |
| LSYHKGFCMF |  | DMECHKKYGK |  | VWGFYDGQQP |  | VLAITDPDMI |  | KTVLVKECYS |
| VFTNRRPFGP |  | VGFMKSAISI |  | AEDEEWKRLR |  | SLLSPTFTSG |  | KLKEMVPIIA |
| QYGDVLVRNL |  | RREAETGKPV |  | TLKDVFGAYS |  | MDVITSTSFG |  | VNIDSLNNPQ |
| DPFVENTKKL |  | LRFDFLDPFF |  | LSITVFPFLI |  | PILEVLNICV |  | FPREVTNFLR |
| KSVKRMKESR |  | LEDTQKHRVD |  | FLQLMIDSQN |  | SKETESHKAL |  | SDLELVAQSI |
| IFIFAGYETT |  | SSVLSFIMYE |  | LATHPDVQQK |  | LQEEIDAVLP |  | NKAPPTYDTV |
| LQMEYLDMVV |  | NETLRLFPIA |  | MRLERVCKKD |  | VEINGMFIPK |  | GVVVMIPSYA |
| LHRDPKYWTE |  | PEKFLPERFS |  | KKNKDNIDPY |  | IYTPFGSGPR |  | NCIGMRFALM |
| NMKLALIRVL |  | QNFSFKPCKE |  | TQIPLKLSLG |  | GLLQPEKPVV |  | LKVESRDGTV |
| SGA        |  |            |  |            |  |            |  |            |

A: Аланін

C: Цистеїн

D: Аспарагінова кислота

E: Глутамінова кислота

F: Фенілаланін

G: Гліцин

H: Гістидин

I: Ізолейцин

K: Лізин

L: Лейцин

M: Метіонін

N: Аспарагін

P: Пролін

Q: Глутамін

R: Аргінін

S: Серин

T: Треонін

V: Валін

W: Триптофан

Кодований геном білок за функцією належить до оксидоредуктаз. 
Задіяний у таких біологічних процесах, як метаболізм ліпідів, метаболізм стероїдів, метаболізм стеролів. 
Білок має сайт для зв'язування з іонами металів, іоном заліза, гемом, НАДФ. 
Локалізований у мембрані, ендоплазматичному ретикулумі, мікросомах.